# لورينزو بيريز
لورينزو بيريز (بالإسبانية: Lorenzo Pérez)‏ (23 أكتوبر 1933 رندة إسبانيا - ) هو لاعب كرة قدم إسباني، يلعب كمهاجم وكان أول فريق له هو اشبيلية.

## النوادي
بدأ مسيرته في عام 1952 وهو يلعب لنادي اشبيلية. لعب في النادي حتى عام 1958. في تلك السنة ذهب إلى نادي غرناطة حيث لعب حتى عام 1959. في تلك السنة عاد إلى اشبيلية، حيث لعب هناك حتى عام 1960. في تلك السنة، ذهب لورنزو إلى مايوركا حيث لعب قبل أن يتقاعد في عام 1963.

## المنتخب الوطني
لعب دوليا مع فريق كرة القدم الاسباني الوطني في عام 1954.